# Mulinum spinosum
Mulinum spinosum là một loài thực vật có hoa trong họ Hoa tán. Loài này được Pers. mô tả khoa học đầu tiên năm 1805.

## Hình ảnh

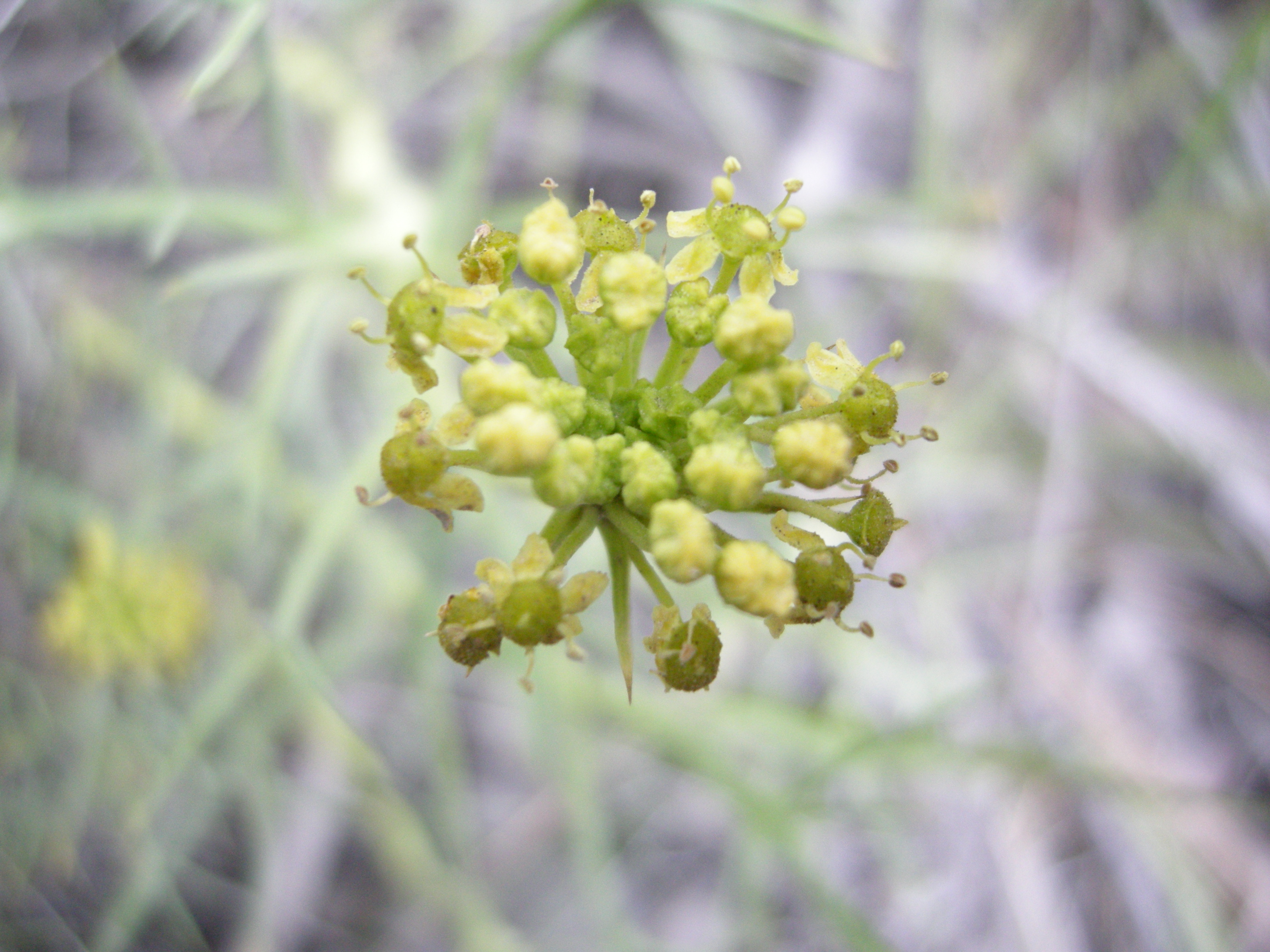
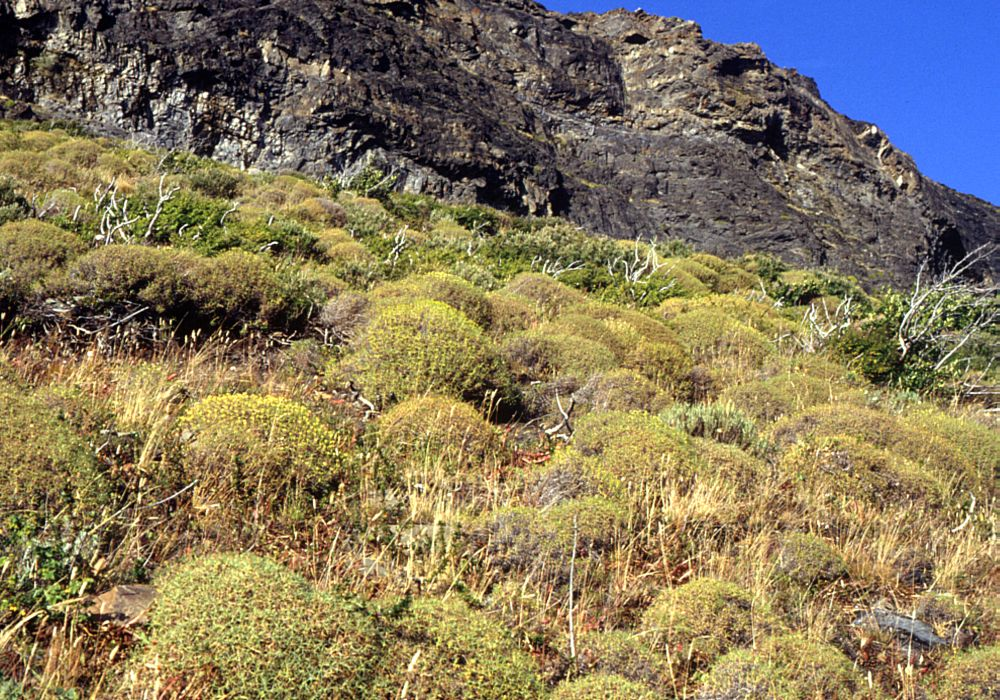
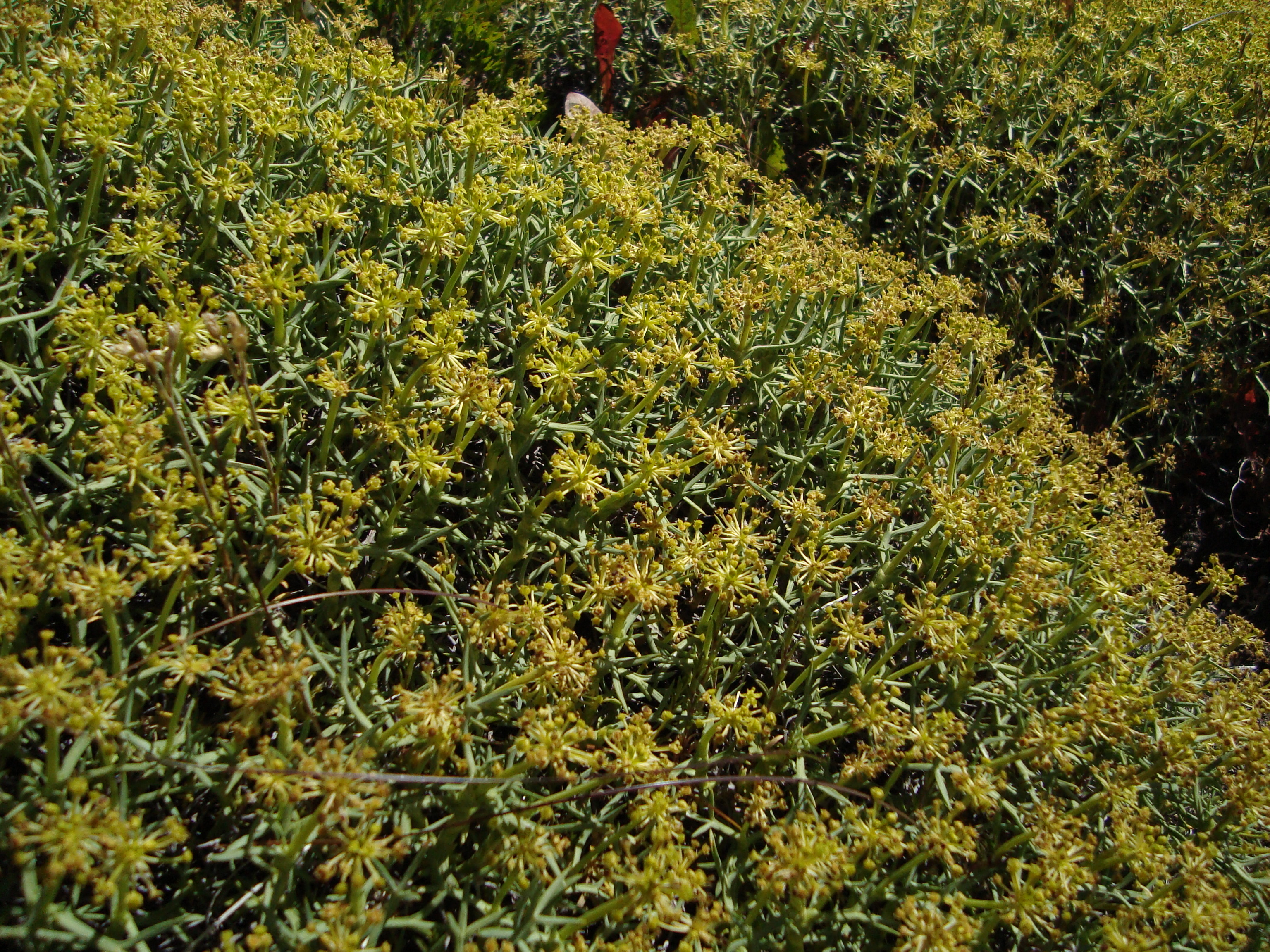
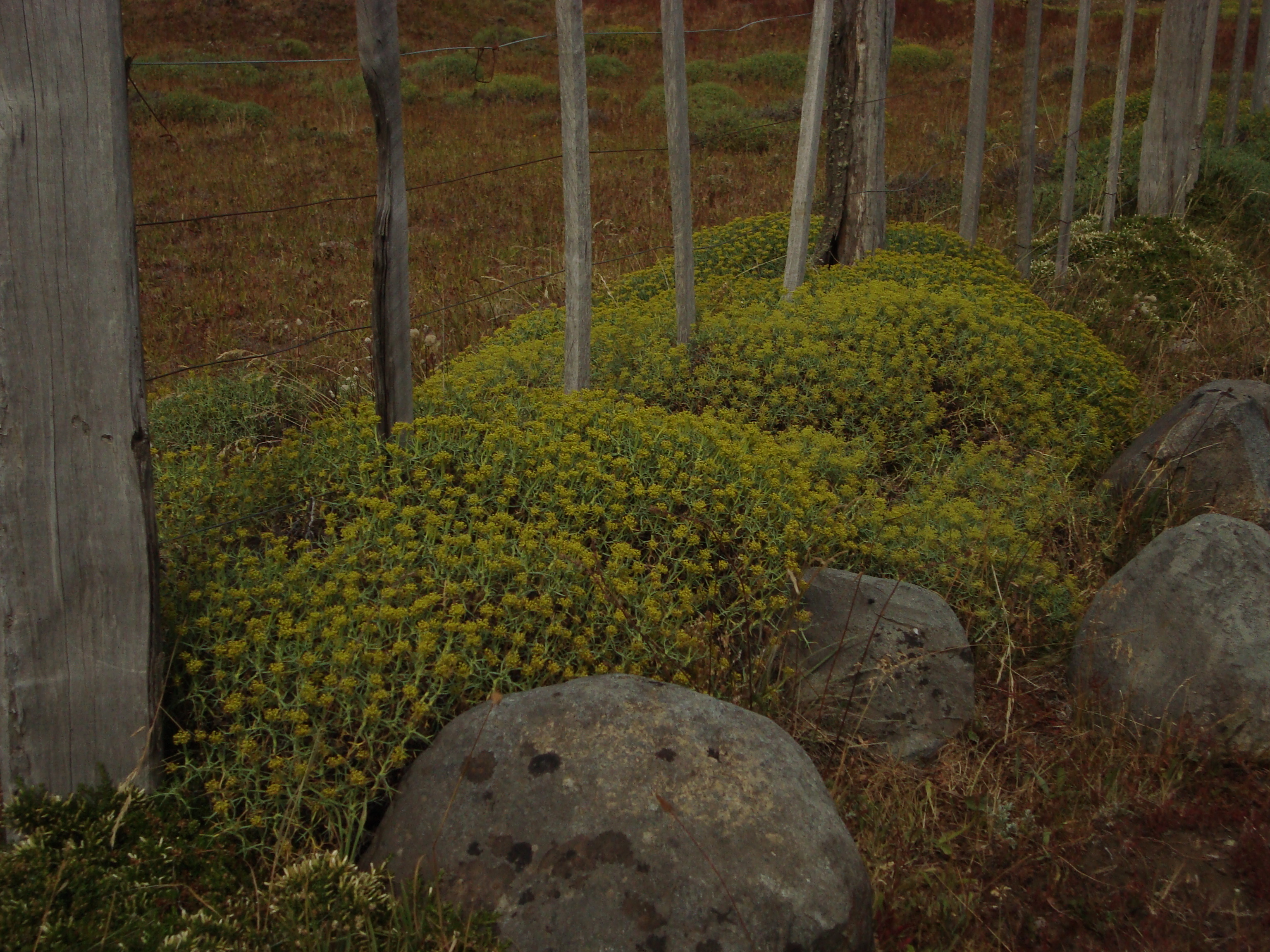